# Fait du Prince
Fait du Prince is de Franse term die in het recht wordt gebruikt voor een bijzondere vorm van niet-toerekenbare overmacht door willekeur zijdens de overheid, die voor schuldeiser en schuldenaar als een gegeven geldt, waarop zij zelf geen directe invloed kunnen uitoefenen. De term wordt onder meer gebruikt in het internationaal privaatrecht en in het civiele recht van België en Frankrijk.
‘Le fait du Prince’ of een beslissing of bevel van de overheid kan worden beschouwd als een modaliteit van bevrijdende vreemde oorzaak, waarin de schuldenaar geen andere keuze heeft dan het naleven van de wet of het gehoorzamen aan of opvolgen van een bevel.
Henri De Page definieert het in zijn Traité elémentaire de droit civil belge, II, Les incapables et les obligations (1934) als een “expression traditionelle qui désigne tout empêchement résultant d’un ordre ou d’une prohibition émanant de l’autorité publique et qui, strictement parlant, doit être assimilé à la force majeure” (vrij vertaald: de uitdrukking die traditioneel wordt gebruikt voor de verhindering om een verbintenis uit te voeren ten gevolge van een gebod of een verbod uitgaande van een publieke overheid).
Door een beslissing van de overheid wordt het dan voor een schuldenaar juridisch onmogelijk aan een op hem rustende verplichting te voldoen, hoewel het misschien materieel (fysiek) mogelijk blijft.